# Деміан Пріст
Луїс Берріос Мартінес молодший (нар. 26 вересня 1982 року) — американський професійний реслер, який наразі працює на контракті у WWE, де виступає за бренд SmackDown під ринговим ім'ям Деміан Пріст (англ. Damian Priest). Раніше був членом угруповання «Судний День» (англ. The Judgment Day).
Луїс також відомий своєю роботою в Ring of Honor (ROH) під псевдонімом Каратель Мартінес (англ. Punisher Martinez), де він є колишнім телевізійним чемпіоном світу ROH. Також працював в Японії завдяки співпраці ROH з New Japan Pro-Wrestling (NJPW). Мартінес приєднався до WWE у 2018 році і почав роботу у бренді розвитку талантів NXT під своїм нинішнім псевдонімом, вигравши один раз Північноамериканське чемпіонство NXT. У 2021 році він перейшов до основного ростеру WWE і відтоді один раз виграв чемпіонство Сполучених Штатів, контракт «Money in the Bank» 2023 року, один раз чемпіонство світу важкій вазі й став чотириразовим командним чемпіоном (двічі був командним чемпіоном Raw та SmackDown у статусі беззаперечного командного чемпіона WWE, причому він та його колега по «Судному Дню» Фінн Балор були єдиною командою, яка зробила це).